# Mohamed Sylla (ur. 2001)
Mohamed Sylla (ur. 12 listopada 2001 w Akroufli) – iworyjski piłkarz grający na pozycji napastnika. Od 2022 jest zawodnikiem klubu RC Abidjan.

## Kariera klubowa
Swoją piłkarską karierę Siahoune rozpoczął w klubie AS Tanda. W jego barwach zadebiutował w sezonie 2017/2018 w pierwszej lidze iworyjskiej. W latach 2018–2021 był zawodnikiem SC Gagnoa. Z kolei w sezonie 2021/2022 występował w serbskim FK Radnički Sremska Mitrovica. W 2022 przeszedł do RC Abidjan.

## Kariera reprezentacyjna
W reprezentacji Wybrzeża Kości Słoniowej Sylla zadebiutował 14 stycznia 2023 w przegranym 0:1 meczu Mistrzostw Narodów Afryki 2022 z Senegalem, rozegranym w Annabie.